# Филчо войвода
Филчо войвода е български хайдутин, действал в XIX век в Лозенградско.

## Биография
Филчо Димитров е роден в Ениджия към 1825 година. Произхожда от бедно семейство, като баща му Димитър е роден в Лозенград. В Ениджия се заселва към началото на миналия век като се занимава с овчарство. Жени се за Тася (Анастасия) и от брака си с нея има четири деца – Филчо, Апостол (Толето), Костадин (Динето) и дъщеря Биница.
Филчо войвода е убит в 1866 година от кърсалмаджията Али Пехливан в местността Ючклисе, Дерекьойско землище, Елховско, заедно със седемте души негови верни другари, всички които са родени в Ениджия.